# 陈波 (少将)
陈波（1908年—2009年12月3日），原名陈汉青，湖北省麻城县乘马九乡（现属河南新县泗店乡范店村）人，中国人民解放军开国少将。13位独臂开国将帅之一。

## 生平
父亲是手推车夫，一家五口，就靠父亲的车脚钱维持生计。陈波10岁那年，母亲病故，欠下一笔债。13岁当学徒。三年学徒期满，店老板欺负他年纪小，只给他两个铜板。陈波与老板争辩遭到一顿毒打，跟了一个裁缝师傅走村串户做活吃千家饭。1929年初春在黄安县七里坪的鄂豫边革命军事委员会后方留守处（主任吴先保）被服厂参加红军当工人、不久提班长。1929年7月在被服厂党支部加入中国共产党。任鄂豫皖红1师第2团连政治指导员，红一军第1师1团副营长、军参谋处书记（即参谋）。由于出身贫苦，工作积极，作战勇敢，1930年当选军参谋处支部书记兼党小组组长，张国焘、徐向前、陈昌浩、曾中生都编在这个支部里过组织生活。红四军第十二师师直属党委书记、红四军第十师第三十团参谋主任、红四军独立师侦察科长、援西军司令部第2科科长。
入八路军第一二九师随营学校学习。1938年后历任山西新军教导八团教官、八路军前总特务团指导员、参谋、参谋长、副团长等职。1941年3月训练使用黄崖洞兵工厂生产的滚雷时被炸断左臂、两条腿已无法弯曲，在辽县羊角村八路军医院做了截肢手术。伤愈后，行走困难，每移动一步，得借助双拐的支撑和腰部的力量而扭转臀部，才能带动下肢，圆规似地画着圈儿交替前行。在赞皇县软枣会村的太行军区荣军学校校长，学会了识字、写文章、骑马和单臂射击。太行军区荣誉军人学校百余名受伤或残疾的荣军和正常人一样开展大生产运动，开荒时，没有双脚的跪着爬山、挖土，上肢残缺的把镢头夹在腋下艰难刨地，在陡峭的大山上开出十几亩荒地种土豆南瓜。背柴时，能走的把柴捆绑在身上，一步一步往下拖，不能走的往前爬两步，回头用力把柴捆拖到跟前，再继续往前爬，称为“长蛇屈身法”。还分工合作捻毛线、织毛衣，穿上了自己做的毛衣毛裤。荣军们高兴地说：“自己动手好处多，群众少负担，节省菜金钱，锻炼身体好，磨炼意志坚”。1944年春，由于日军加强了“扫荡”力度，党中央命令陈波等三位团级干部回延安养伤。
抗战胜利后，随林枫带队的延安“赴东北工作干部团”赴东北。任东北民主联军通化保安司令部（暨东北民主联军后方司令部）参谋长，辽宁军区第一军分区（通化）司令员，辽宁军区副参谋长，辽宁军区参谋长、东北护路军南满指挥部司令员兼政委，东北铁路公安总队副总队长、东北铁路公安处副处长、东北铁路公安局副局长。
建国后，任东北铁路公安总队总队长（司令员）。1952年10月东北铁路公安总队改编为公安第22师，任师长。1956年任公安军后勤部政委。1957年中国人民解放军总参谋部警备部后勤部政治委员，人民武装警察部队后勤部政治委员，中国人民公安部队后勤部政委、1965年任第二炮兵后勤部政委、第二炮兵后勤部顾问。第二炮兵后勤部离休干部党支部书记。2008年1月16日，北京市西城区举行的“爱在西城———走进2008颁奖典礼上”陈波当选为“杰出公益人物”。
1955年，准军级，授予中国人民解放军少将。荣获二级八一勋章、二级独立自由勋章、二级解放勋章和曾获一级红星功勋荣誉章。

## 纪念
2021年中国共产党成立100周年之际，陈波的党证从鄂豫皖苏区首府革命博物馆移进中国共产党历史展览馆，与毛泽东、朱德的党证并排展览。

## 家人
- 夫人滕展苏：16岁时与同学王韵雪（后嫁八路军驻新疆办事处主任陈潭秋）、王梅芳姐妹，从苏南金坛县家乡出发，经八路军西安办事处赴延安，成了中央机要局译电员。解放后任北京焦化厂党委书记。
- 儿子陈铁军 、儿媳王红军
- 女儿陈红